# Rivaliteit (economie)
In de economie wordt rivaliteit beschreven als een eigenschap van een goed.
Een goed kan geplaatst worden in een continuüm gaande van rivaliserend tot niet-rivaliserend. Dezelfde eigenschap wordt soms aangeduid als subtractable of not-subtractable. Een rivaliserend (substractable) goed is een goed waarvan de consumptie door de ene consument de consumptie van de andere consument vermijdt. Anders gezegd, een goed wordt beschouwd als niet-rivaliserend (not-substractable) indien voor elk niveau van de productie, de marginale kost nul is. Niet-rivaliteit betekent niet dat de totale productiekosten laag zijn, maar dat de marginale productiekosten nul zijn. In de realiteit zijn weinig goederen volledig niet-rivaliserend doordat rivaliteit kan ontstaan op verschillende niveaus. Bijvoorbeeld: weg (of internet) gebruik is niet-rivaliserend tot een bepaalde capaciteit, bij files zal elke extra gebruiker de snelheid doen dalen voor anderen. Daarom ziet de recente economische theorie rivaliteit als een continuüm, niet als een binaire categorie waar veel goederen zich bevinden tussen de twee extremen van volledige rivaliteit tot volledige niet-rivaliteit.
De meeste materiële goederen, zowel duurzaam als niet-duurzaam, zijn doorgaans rivaliserende goederen. Een hamer is bijvoorbeeld een duurzaam rivaliserend goed. Het gebruik van de ene persoon van deze hamer geeft een significante barrière voor anderen om deze hamer te gebruiken op hetzelfde moment. Maar natuurlijk zal de eerste gebruiker deze hamer niet ‘opgebruiken’ betekende dat sommige rivaliserende goederen gedeeld kunnen worden door scheiding in tijd. Een appel is een niet-duurzaam (vergankelijk) rivaliserend goed: eens de appel is opgegeten is het ‘opgebruikt’ en kan het niet langer gegeten worden door anderen. Niet-materiële goederen kunnen ook rivaliserend zijn. Bijvoorbeeld eigenaars van radiofrequentie’s en domeinnamen. In meer algemene termen zijn bijna alle private goederen rivaliserend.
Een computerbestand kan door de auteur wel in het publieke domein geplaatst worden (het is dan ook niet meer een privaat, maar een publiek goed).
Van een auteursrechtelijk beschermd computerbestand zijn de marginale kosten van de productie vrijwel nul, maar het kan voor de consument wel rivaliserend zijn door juridische bescherming en technische beveiliging. Dit is bijvoorbeeld het geval bij een digitaal bibliotheekboek: het wordt maar aan één klant tegelijk uitgeleend.

## Classificatie
|                   | Uitsluitbaar                                                         | Niet uitsluitbaar                                          |
| ----------------- | -------------------------------------------------------------------- | ---------------------------------------------------------- |
| Rivaliserend      | Private goederen: bijv. voedsel, kleren, speelgoed, auto's           | Gemeenschappelijke gebruiksgoederen: bijv. water, vis, bos |
| Niet rivaliserend | Clubgoederen of tolgoederen: bijv. computerbestanden, kabeltelevisie | Collectieve goederen: bijv. defensie, straatverlichting    |